# Rok kleszcza
Rok kleszcza (ang. El año de la garrapata) – hiszpańska komedia z 2004 roku wyreżyserowana przez Jorge'a Coira. Wyprodukowana przez Filmanova, LugoPress, Televisión de Galicia (TVG) S.A. i Filmanova Invest.
Premiera filmu miała miejsce 20 sierpnia 2004 roku w Hiszpanii.

## Opis fabuły
Fran (Félix Gómez) skończył już szkołę, ale nadal mieszka z rodzicami. Nie ma żadnych planów, a robienie kariery nie leży w obszarze jego zainteresowań. Na nic zdają się prośby rodziców i jego dziewczyny. Fran przejmuje styl życia swojego najlepszego kolegi, bogatego i aroganckiego Morgana (Javier Veiga), który uczy go, jak być społecznym pasożytem.

## Produkcja
Zdjęcia do filmu kręcono w Lugo w Hiszpanii.

## Obsada
Źródło: Filmweb
- Javier Veiga jako Morgan
- María Vázquez jako Patricia
- Verónica Sánchez jako Ana
- Félix Gómez jako Fran
- Víctor Clavijo jako Lito
- Camila Bossa jako Rosa
- Mela Cascal jako Madre de Fran